# Pehowa
Pehowa es una ciudad de la India en el distrito de Kurukshetra, estado de Haryana.

## Geografía
Se encuentra a una altitud de 254 m s. n. m. a 96 km de la capital estatal, Chandigarh, en la zona horaria UTC +5:30.

## Demografía
Según estimación 2011 contaba con una población de 47 220 habitantes.